# رماز پالیانی
رماز پالیانی (گرجی: რამაზ ფალიანი؛ زادهٔ ۲۱ اوت ۱۹۷۳) بوکسور اهل گرجستان است.